# Periyar E. V. Ramasamy
Pour les articles homonymes, voir EVR.
Erode Venkata Ramasamy (en tamoul : ஈரோடு வெங்கடப்பா இராமசாமி; en canarais : ಈರೋಡು ವೆಂಕಟ ರಾಮಸ್ವಾಮಿ; en télougou : ఈరోడ్ వేంకట రామస్వామి) (1879-1973), connu également sous les noms de Ramasamy Naicker, d'EVR, de Thanthai Periyar (« Père Periyar »), ou simplement de Periyar, est un homme politique indien — dravidien — militant athée et fondateur du Mouvement du Respect de Soi (Self-Respect Movement) ainsi que du Dravidar Kazhagam,,.
E. V. Ramasamy est né dans la ville de Erode, dans l'actuel Tamil Nadu, en Inde, dans une riche famille Nayakar de langue canaraise, mais d'origine télougoue. Encore tout jeune, il est témoin de nombreux incidents de discriminations fondées sur la race, la caste, ou le sexe. Periyar se marie à l'âge de 19 ans, et devient père d'une fillette qui meurt à l'âge de 5 mois. Sa première femme, Nagammai, meurt en 1933. Ramasamy se marie une seconde fois en juillet 1948. Sa seconde épouse, Maniammai (appelée également Maniammai Ammaiyar), continue le travail social de Ramasamy après sa mort en 1973, mais ses idées et sa pensée sont diffusées par le Dravidar Kazhagam.
Ramasamy rejoint le Parti du Congrès, l'Indian National Congress, en 1919, mais démissionne en 1925 quand il sent que le parti ne sert que les intérêts des seuls Brahmanes,.
En 1924, Ramasamy participe à une agitation non-violente (satyagraha) à Vaikom, au Kerala. De 1929 à 1932, il visite la Malaisie, l'Europe et la Russie, qui a sur lui une certaine influence. En 1939, il prend la tête du « Parti de la Justice » (Justice Party), et, en 1944, il en change le nom pour celui de Dravidar Kazhagam. Le parti éclata ensuite, et l'un des groupes conduit par C. N. Annadurai forme le Dravida Munnetra Kazhagam (DMK) en 1949. Tout en poursuivant le Mouvement du Respect de Soi, il milite en faveur d'un Dravida Nadu indépendant (le Dravidistan) à défaut d'un maintien de la colonisation britannique aux Indes. À cette période, il se rapproche notamment de Muhammad Ali Jinnah, le « Père fondateur » du Pakistan, qui l'inspire dans sa lutte pour une nation fondée sur la race dravidienne.
Ramasamy propage les principes du rationalisme, du self respect, des droits de la femme, et de l'éradication du système de castes. Fortement influencé par la littérature scientifique racialiste européenne des XIXe et XXe siècles, il est parmi ceux qui comprennent, théorisent et politisent le système des castes comme un système d'exploitation et de marginalisation de populations dites « dravidiennes », locutrices de langues de la famille du même nom (langues dravidiennes, dont le tamoul) et indigènes à l'Inde. Un processus qui aurait été initié par et en faveur d'une population envahisseuse dite « aryenne », locutrice de langues de la sous-famille du même nom (langues indo-aryennes, dont le sanskrit et l'hindi), installée dans le nord de l'Inde, à laquelle il adjoint les brahmes sud-indiens.
Pour ses partisans, son œuvre aurait grandement révolutionné la société tamoule, elle en aurait même extirpé de façon significative les discriminations fondées sur les castes. La responsabilité de E. V. Ramasamy est pourtant mise en cause pour les propos controversés qu'il tient sur la langue et la culture tamoule, les Dalits et les Brahmanes, ainsi que pour son acquiescement voire incitation à la violence contre ces deux communautés. Le mouvement dravidien qu'il initie, donne lieu à l'institutionnalisation d'un culte de la personnalité à son égard et à ses successeurs politiques ou idéologiques, et présente une tendance à l'ethnocentrisme, au racialisme, ainsi qu'au complotisme et aux théories pseudo-scientifiques,. Ceci s'est notamment manifesté par un scandale autour d'une fausse information de propagande à propos de Periyar, employant le nom de l'UNESCO. En effet, des personnalités intellectuelles dravidianistes ainsi que le parti politique du Dravida Munnetra Kazhagam (DMK), affirment que l'UNESCO a attribué à E.V. Ramasamy le 27 juin 1970, le titre honorifique de « Socrate de l’Asie du Sud-est » (du titre complet « Le Prophète du nouvel âge, le Socrate de l’Asie du Sud-est, père du mouvement social et ennemi acharné de l’ignorance, des superstitions, des coutumes vides de sens et des habitudes inutiles »). Un fait démenti par l'UNESCO et non-avéré qui a été toutefois enseigné dans les programmes scolaires des écoles publiques (et de certains établissements d'enseignement supérieur) du Tamil Nadu durant une quarantaine d'années.
Un mémorial visitable lui est consacré à Chennai.

## Biographie

### Jeunes années
Periyar naît sous le nom de Erode Venkata Ramasami Naicker le 17 septembre 1879 à Erode, au Tamil Nadu. Le nom de Naicker (Nayakar ou Naïck en français) dénote la caste dans laquelle il est né (en l'occurrence la communauté des Balija Naidu), un titre porté par des communautés de hautes castes ou de castes dominantes, d'origine télougoue, qui ont colonisé une vaste partie de l'Inde méridionale sous le Royaume de Vijayanagara puis les États Nayaks. Le père de Periyar, un riche homme d'affaires, porte le nom de Venkata (Naicker), et sa mère celui de Chinna Thayammal, connue également sous le nom de Muthammal. Periyar a un frère aîné nommé Krishnaswamy et deux sœurs appelées Kannamma et Ponnuthoy,. Plus tard, il sera lui-même connu sous le nom de Periyar, ce qui, en tamoul, signifie « celui qui est respecté », ou « aîné ».
En 1929, Periyar annonce qu'il efface de son nom celui de sa caste, Naicker, lors de la première conférence provinciale de Chenggalpattu pour le Respect de Soi. Il parle trois langues dravidiennes, le kannada, le tamoul et le télougou. Sa langue maternelle est le kannada,,. Periyar suit les cours de l'école pendant cinq ans, après lesquels il entre dans l'affaire de son père, à l'âge de 12 ans. Il prend l'habitude d'écouter des gourous vishnouïtes qui discourent dans sa maison, où ils bénéficient de l'hospitalité offerte par son père. Très tôt, il commence à s'interroger sur l'apparente contradiction des récits mythiques de l'hindouisme, dans lesquels il voit des mensonges propagés par la race indo-aryenne. En grandissant, il ressent la religion comme un masque utilisé par certains pour abuser ceux dont l'esprit est innocent, et considère dès lors qu'il est de son devoir de mettre les gens en garde contre les superstitions et les prêtres.
Le père de Periyar arrange son mariage lorsqu'il a l'âge de 19 ans. La mariée, Nagammai, n'en a que treize. Ce n'est cependant pas totalement un mariage arrangé, car Periyar et Nagammai se connaissent déjà et sont déjà amoureux l'un de l'autre. Nagammai prendra une part active pour soutenir les activités publiques et l'agitation politique que mènera plus tard son mari. Deux ans après leur mariage, il leur nait une petite fille. Cependant, l'enfant ne vivra que cinq mois. Le couple n'aura pas d'autre enfant.

### Incident du pèlerinage à Kasi
En 1904, Periyar se rend en pèlerinage à Kasi (autre nom de Bénarès) pour y adorer Shiva dans le temple vénéré de Kashi Vishwanath,. Bien qu'il s'agisse là de l'un des lieux considérés comme les plus sacrés de l'hindouisme, il y assiste à des activités immorales, de la mendicité, et y voit flotter des cadavres sur le Gange. Sa frustration englobe tout le fonctionnement de l'hindouisme, lorsqu'il fait l'expérience de ce qu'il appelle l'exploitation par les Brahmanes.
C'est cependant un incident précis survenu à Kasi qui va avoir sur l'idéologie et l'œuvre à venir de Periyar un impact profond. Sur un lieu d'adoration, des repas gratuits étaient offerts aux hôtes. Lorsque Periyar se voit refuser des repas dans les choultries, c'est pour lui un choc de découvrir qu'ils ne donnent à manger qu'aux seuls Brahmanes. Affamé, Periyar se sent alors contraint d'entrer dans une des choultries déguisé en Brahmane, avec le cordon sacré sur sa poitrine nue ; mais il est trahi par sa moustache, car les shāstra hindoues ne permettent pas aux Brahmanes de porter la moustache. Le gardien du temple en conclut que Periyar n'est pas un Brahmane, et lui interdit non seulement l'entrée, mais l'expulse avec rudesse jusqu'à la rue.
Sa faim devenant intolérable, Periyar est alors contraint de se nourrir des déchets répandus par terre, dans les rues. À peu près à cette époque, il se rend compte que le choultry qui lui a refusé l'entrée a été construit par un homme fortuné, mais non Brahmane, de l'Inde du Sud. Cette attitude discriminatoire porte un coup à la considération de Periyar envers l'hindouisme, car les évènements dont il vient d'être le témoin à Bénarès (Kasi) sont totalement différents de l'image qu'il en avait jusque-là d'une ville sainte accueillante à tous. Jusqu'à cette visite à Kasi, Periyar était théiste ; mais à partir de ce moment, son opinion change totalement et il devient athée.

### Membre du Parti du Congrès (1919-1925)
Ramaswamy rejoint le Parti du Congrès, l’Indian National Congress en 1919, après avoir quitté son affaire et démission de ses postes de la fonction publique. Il devient le chef de la municipalité d'Erode, et se lance avec énergie dans un programme de développement pour répandre l'usage du khadi, faire des piquets de grève devant les boutiques de toddy, boycottant les échoppes qui vendent du tissu importé, et condamnant l'intouchabilité[réf. nécessaire].

## Critique, selon V. S. Naipaul
Dans Inde, un million de révoltes, V. S. Naipaul décrit le personnage et dénonce sa politique :
« C'était le milieu des années 1950 et il y avait un mouvement très important contre les brahmanes et leurs coutumes. Les manifestants allaient parfois jusqu'à briser les idoles, à couper de force les churkis [longue touffe ou mèche de cheveux sur la nuque qu'on ne coupait jamais, emblème ancestral des brahmanes] et les cordons sacrés des brahmanes et à effacer les marques sacrées sur leur front. »
« Les temples hindous tels qu'ils avaient été conçus à l'origine étaient des institutions en grandes parties sociales. Chaque temple possédait des écoles, des greniers,des installations pour installer de grandes quantités d'eau - c'est l'origine du réservoir du temple - des hôpitaux, des étables pour les vaches. Ils protégeaient aussi les arts. Mais les gens du DMK [le parti de Periyar] se sont complu à de grossières équations. Ils ont assimilé le temple à un certain type d'oppression, après quoi l'institution entière a été livré au vandalisme. »
« Le DMK [le parti de Periyar] (...) est arrivé au pouvoir en 1967, en brandissant l'oppression des castes inférieures. En réalité, les attaques les plus brutales contre les castes intouchables ont eu lieu après 1967. En 1969, quarante harijans [intouchables] ont été brûlés vifs dans une cabane. Les responsables appartenaient à la caste des thevars. C'est une caste moyenne, arriérée, (...) une des castes les plus militantes. (...) Le Mouvement dravidien [DMK] a été fondé par les castes moyennes [auxquelles Periyar appartenait]. Quand leurs dirigeants ont été portés au pouvoir, ils sont devenus des oppresseurs. »
« Même pour un simple autographe, il [Periyar] demandait de l'argent. Au lieu de guirlandes, il demandait aux gens de lui donner deux roupies. »
Toute sa vie, il cultive des pratiques visant à être blasphématoires envers les brahmanes, telles que manger sans retenue de la viande de bœuf, boire de l'alcool, certaines de ses habitudes le rendant victime d'une obésité certaine.
Periyar est très connu pour l'introduction anti-religieuse de ses discours : « Il n'y a pas de dieu, il n'y a pas de dieu, il n'y a pas du tout de dieu. Celui qui a inventé dieu est un crétin. Celui qui propage l'idée de dieu est une canaille. Celui qui adore dieu est un barbare. »

## Partisans célèbres
- Kavignar Inkulab, poète rationaliste tamoul
- Kamal Haasan, acteur tamoul